# Nikolaj Romanov (pittore)
Nikolaj Aleksandrovič Romanov (in russo Николай Александрович Романов?; trasl. angl.: Nikolai Alexandrovich Romanov; Puškin, 12 maggio 1957) è un pittore russo.

## Biografia
Nasce il 12 maggio 1957 a Puškin. Dal 1985 partecipa a mostre d'arte come pittore di paesaggi bucolici. Lavora con le tecniche di pittura ad olio, tempera, pastello, acquerello e disegno a matita.
Diplomato nel 1987 all'Accademia russa di belle arti, studente di Evsej Moiseenko, nel 1990 è ammesso all'"Unione degli artisti sovietici di Leningrado".
È uno dei due artisti russi che, nel 2007, sono stati invitati al centenario del fauvismo a Collioure, in Francia.

## Galleria d'immagini

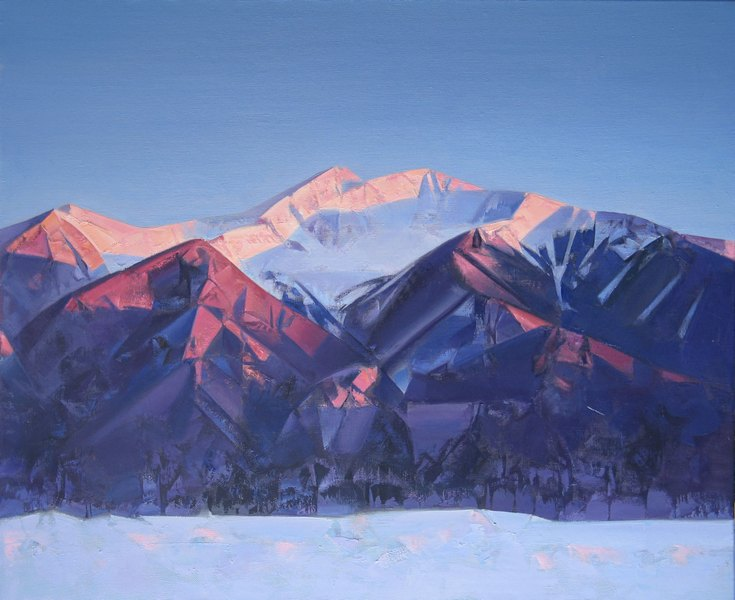
Nikolaj Romanov. Serata nelle montagne Sayan. 2015
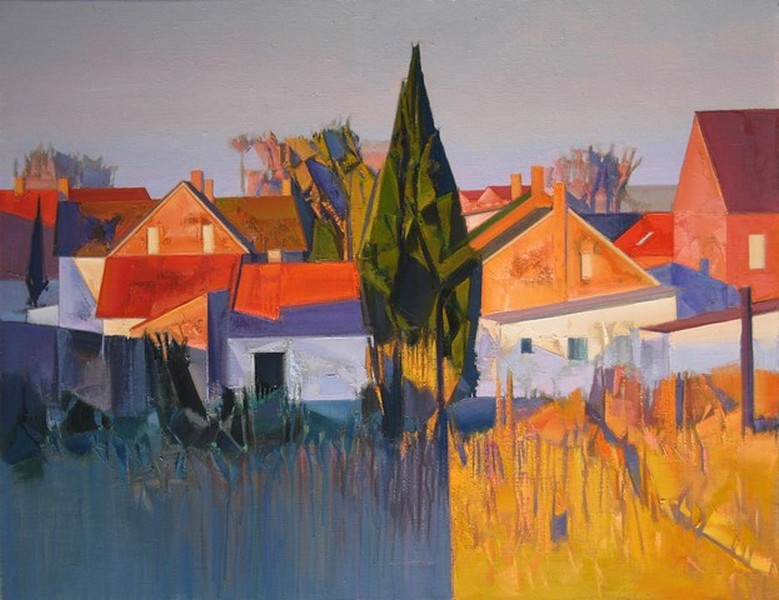
Nikolaj Romanov. Francia. Cambre. 2012
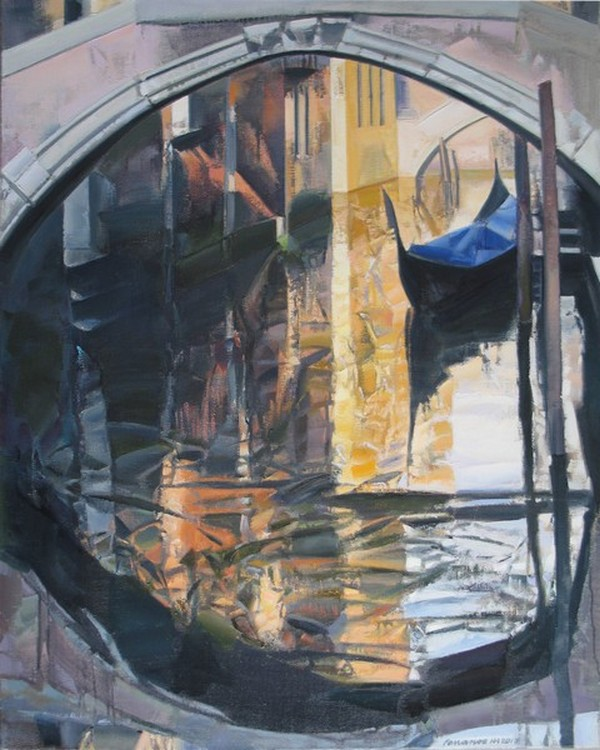
Nikolaj Romanov. Acqua senza tempo. 2013
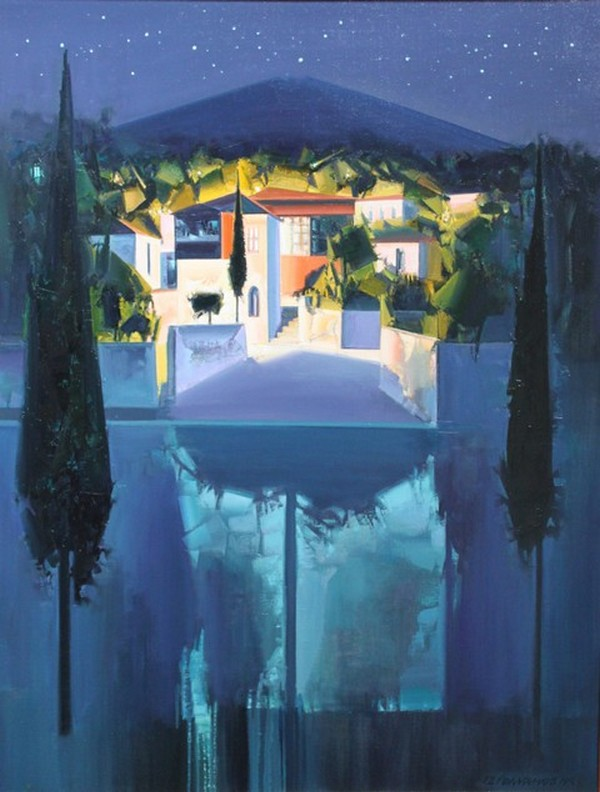
Nikolaj Romanov. Notte fragranza di vaniglia. 2012
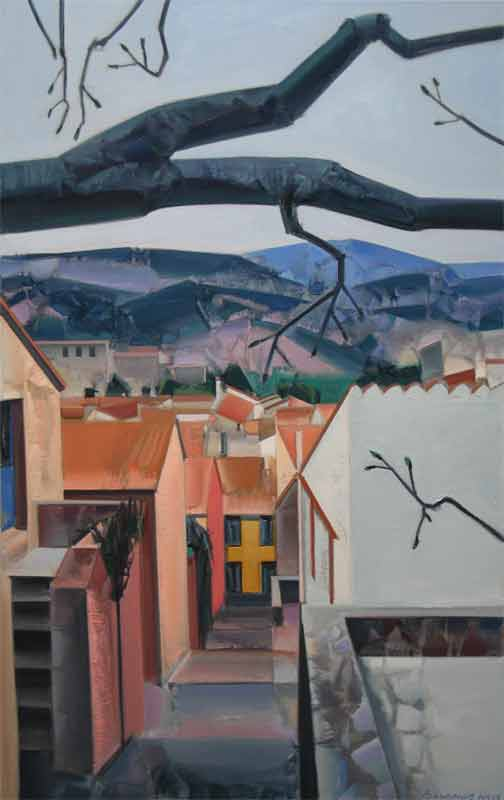
Nikolaj Romanov. Marzo a Collioure. 2011
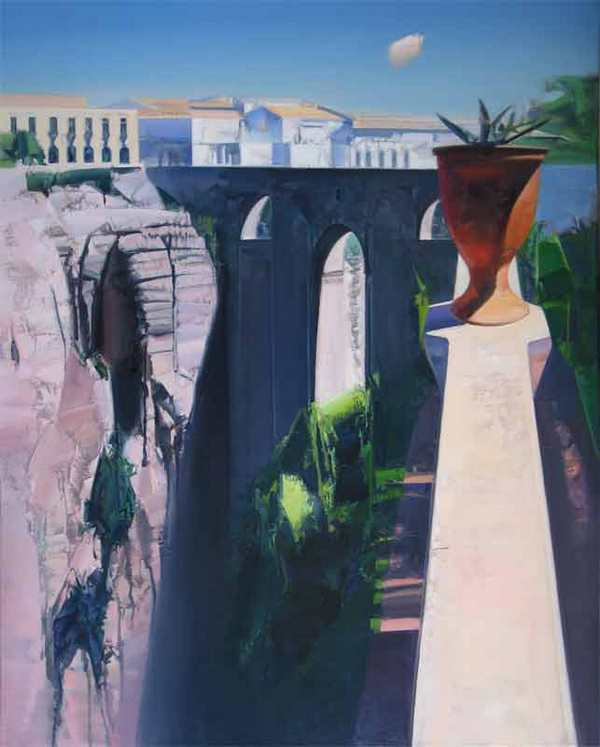
Nikolaj Romanov. Ponte a Ronda. 2014